# Vulgichneumon siremps
Vulgichneumon siremps är en stekelart som först beskrevs av Kokujev 1909.  Vulgichneumon siremps ingår i släktet Vulgichneumon och familjen brokparasitsteklar. Inga underarter finns listade i Catalogue of Life.